# هیلزبورو، شهرستان کینگ اند کوئین، ویرجینیا
هیلزبورو (به انگلیسی: Hillsboro) یک منطقهٔ مسکونی در ایالات متحده آمریکا است که در شهرستان کینگ و کوین، ویرجینیا واقع شده‌است.